# ندارها
ندارها فیلمی به کارگردانی محمدرضا عرب و نویسندگی علیرضا طالب زاده محصول سال ۱۳۸۸ است.
محسن تنابنده برای بازی در این فیلم برنده دیپلم افتخار بهترین بازیگر نقش مکمل مرد جشنواره فیلم فجر شد.

## بازیگران
- پژمان بازغی
- هانیه توسلی
- محسن تنابنده
- لاچین دربندی
- مریم بوبانی
- بهرنگ علوی
- کیانوش گرامی
- حشمت آرمیده
- هاشم روحانی
- ایرج سرباز
- حسین مسلمی
- سپیده خدابنده لو
- حسین افشار

## جوایز و نامزدها

### بیست و نهمین دوره جشنواره فیلم فجر
| قسمت                       | نامزد           | نتیجه        |
| -------------------------- | --------------- | ------------ |
| بهترین بازیگر نقش اول مرد  | پژمان بازغی     | نامزدشده     |
| بهترین بازیگر نقش اول زن   | هانیه توسلی     | نامزدشده     |
| بهترین بازیگر نقش مکمل مرد | محسن تنابنده    | دیپلم افتخار |
| بهترین فیلمنامه            | علیرضا طالب‌زاده | نامزدشده     |
| بهترین صدابرداری           | طاهر پیشوایی    | نامزدشده     |
| بهترین تدوین               | واروژ کریم‌مسیحی | برنده        |